# Filip Prezbiter
Filip Prezbiter (IV/V wiek) – łaciński komentator Pisma Świętego, uczeń Hieronima ze Strydonu, autor komentarza do Księgi Hioba i kilku listów apostolskich.